# Torrebruna
Torrebruna est une commune de la province de Chieti dans la région Abruzzes en Italie.

## Administration
| Période                                  | Période  | Identité      | Étiquette | Qualité |
| ---------------------------------------- | -------- | ------------- | --------- | ------- |
| 14 juin 2004                             | En cours | Guido Colella |           |         |
| Les données manquantes sont à compléter. |          |               |           |         |

### Communes limitrophes
Carunchio, Castelguidone, Castiglione Messer Marino, Celenza sul Trigno, San Giovanni Lipioni